# 재일 한국인
재일조선인(在日朝鮮人, 일본어: 在日朝鮮人 자이니치 조센진[*]), 줄여서 재일(일본어: 在日 자이니치[*])은 특별영주자로서 일본에 거주하는 대한민국 국적의 사람을 말한다. 조선민주주의인민공화국에서는 재일동포, 재일교포라고 부른다.

## 개요
이들을 일본인이나, 일본계 한국인 또는 한국계 일본인으로 착각하는 경우가 많지만, 이들은 엄연한 대한민국 국적의 사람으로, 1952년에 대한민국 정부와 일본 정부는 재일 한국인을 일본 국민이 아닌 대한민국 국민으로 분류했으며,2010년에 대한민국 법무부는 재일조선인, 재일한국인을 대한민국으로 뚜렷이 명시했다
1965년 한일국교정상화 전부터 살고 있던 재일 한국인인 올드커머(old comer)는 특별영주자이고, 국교정상화 이후에 이주한 뉴커머(new comer)는 일반영주자가 많다. 올드커머는 일제강점기와 1948년의 제주 4·3 사건 전후에 이주한 한국 남부 출신자가 많으며, 이들은 대한민국 국적자와 정식 국적이 아닌 조선적(朝鮮籍)인 사람으로 구분된다.
일본 법무성 산하의 입국관리국의 2024년 말 기준 통계에 따르면, 등록 재일 한국인의 수는 사망, 귀화, 한국복귀 등으로 계속 줄어들어 40만9238 명으로 전체 재일 외국인 가운데 재일 중국인(재일 대만인은 제외한다.), 재일 베트남인 에 이어서 3번째를 차지하고 있다. 조선적 보유자 역시 2012년 4만617 명에서 2013년 3만8491 명, 2014년 3만5753 명, 2015년 3만3939 명으로 계속 줄어들고 있고, 2024년 말 기준으로 2만3206 명이다.

## 역사

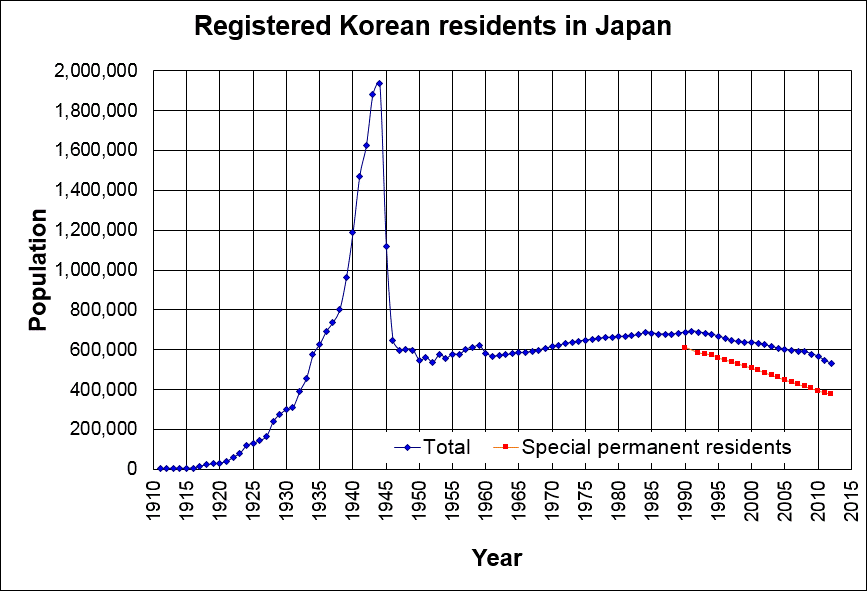
smaller|
- 한국 병합(한일 병합) (1910년 8월)
- 토지 조사 사업 (1910년~1918년)
- 「조선인 여행 단속에 관한 건」 ― 조선에서 일본으로의 도항 제한, 조선총독부 시행 (1919년 4월~1922년)
- 간토 대지진 (1923년)
- 부산에서의 일본 도항 제한 조치 (조선총독부, 1925년 10월)
- 동아통항조합 결성 ― 제주도오사카 간 조선인에 의한 자주 운항 개시 (1930년 4월)
- 박춘금 일본 중의원 의원 당선 (1932년 2월)
- 「조선인 이주 대책에 관한 건」 ― 일본으로의 도항 억제, 일본 내 체류 조선인의 동화 정책 수립 (일본 정부, 1934년 10월)
- 「조선인 노동자 내지 이주에 관한 건」 ― 조선 내 고용 제한 철폐 (1939년 9월)
- 「조선인 노무자 활용에 관한 방책」 ― 관(官) 알선 (1942년 3월)
- 조선반도로부터의 징용 개시 (1944년 9월)
- 제2차 세계대전 종전 및 송환 사업 개시 (1945년 8월. 약 130만 명 이상이 1946년 3월 말까지 본국 귀환
- 재일조선인연맹 결성 및 일본공산당 재건 (1945년 10월)
- 제주 4·3 사건 (1948년)
- 한국전쟁 (1950년~1953년 휴전)
- 샌프란시스코 강화조약 발효 (1952년)
- 북송사업(재일 조선인의 북한 귀국 사업) (1959년 12월~1984년)
- 한일기본조약 체결 및 한일 국교 수립 (1965년)
- 한일 법적지위협정 발효 ― 재일한국인 2세까지 협정 영주권 제도 개시 (1966년)
- 북한에 의한 일본인 납치 사건 (1977년~1983년)
- 대한민국 정부의 자국민 해외 유학 허용 (1980년대 초)
- 국민연금법 국적 조항 철폐 (일본, 1982년)
- 특례 영주 제도 실시 (일본, 1982년)
- 45세 이상 한국인의 해외여행 해금·자유화 (대한민국, 1987년)
- 1988년 서울 올림픽
- 대한민국 국민 전체에 대한 해외여행 완전 자유화 (1989년)
- 특별영주자 제도 도입 ― 3세 이후 세대까지 영주권 부여 (일본, 1991년 11월 1일)
- 아시아 금융위기 (1997년)
- 일본·북한 정상회담 (2002년)
- 한국인 단기 체류자에 대한 비자 면제 (일본, 2005년)

[[파일:Population of Koreans in Japan.gif|280px|right|thumb|

- 한국 병합(한일 병합) (1910년 8월)
- 토지 조사 사업 (1910년~1918년)
- 「조선인 여행 단속에 관한 건」 ― 조선에서 일본으로의 도항 제한, 조선총독부 시행 (1919년 4월~1922년)
- 간토 대지진 (1923년)
- 부산에서의 일본 도항 제한 조치 (조선총독부, 1925년 10월)
- 동아통항조합 결성 ― 제주도오사카 간 조선인에 의한 자주 운항 개시 (1930년 4월)
- 박춘금 일본 중의원 의원 당선 (1932년 2월)
- 「조선인 이주 대책에 관한 건」 ― 일본으로의 도항 억제, 일본 내 체류 조선인의 동화 정책 수립 (일본 정부, 1934년 10월)
- 「조선인 노동자 내지 이주에 관한 건」 ― 조선 내 고용 제한 철폐 (1939년 9월)
- 「조선인 노무자 활용에 관한 방책」 ― 관(官) 알선 (1942년 3월)
- 조선반도로부터의 징용 개시 (1944년 9월)
- 제2차 세계대전 종전 및 송환 사업 개시 (1945년 8월. 약 130만 명 이상이 1946년 3월 말까지 본국 귀환
- 재일조선인연맹 결성 및 일본공산당 재건 (1945년 10월)
- 제주 4·3 사건 (1948년)
- 한국전쟁 (1950년~1953년 휴전)
- 샌프란시스코 강화조약 발효 (1952년)
- 북송사업(재일 조선인의 북한 귀국 사업) (1959년 12월~1984년)
- 한일기본조약 체결 및 한일 국교 수립 (1965년)
- 한일 법적지위협정 발효 ― 재일한국인 2세까지 협정 영주권 제도 개시 (1966년)
- 북한에 의한 일본인 납치 사건 (1977년~1983년)
- 대한민국 정부의 자국민 해외 유학 허용 (1980년대 초)
- 국민연금법 국적 조항 철폐 (일본, 1982년)
- 특례 영주 제도 실시 (일본, 1982년)
- 45세 이상 한국인의 해외여행 해금·자유화 (대한민국, 1987년)
- 1988년 서울 올림픽
- 대한민국 국민 전체에 대한 해외여행 완전 자유화 (1989년)
- 특별영주자 제도 도입 ― 3세 이후 세대까지 영주권 부여 (일본, 1991년 11월 1일)
- 아시아 금융위기 (1997년)
- 일본·북한 정상회담 (2002년)
- 한국인 단기 체류자에 대한 비자 면제 (일본, 2005년)

]]

### 1910년대
1910년, 한일 병합 조약의 체결로 인해 모든 대한제국 국민들의 국적이 일본 제국 국적으로 바뀌었다. 그리고 이후에 많은 한국인이 취업이나 유학을 위해 일본으로 이주했다. 1919년에는 도쿄 유학생들이 조선의 독립을 선언한 2·8 독립 선언을 하여 3.1 운동의 도화선이 되었다.

### 1920년대 ~ 1930년대 초반

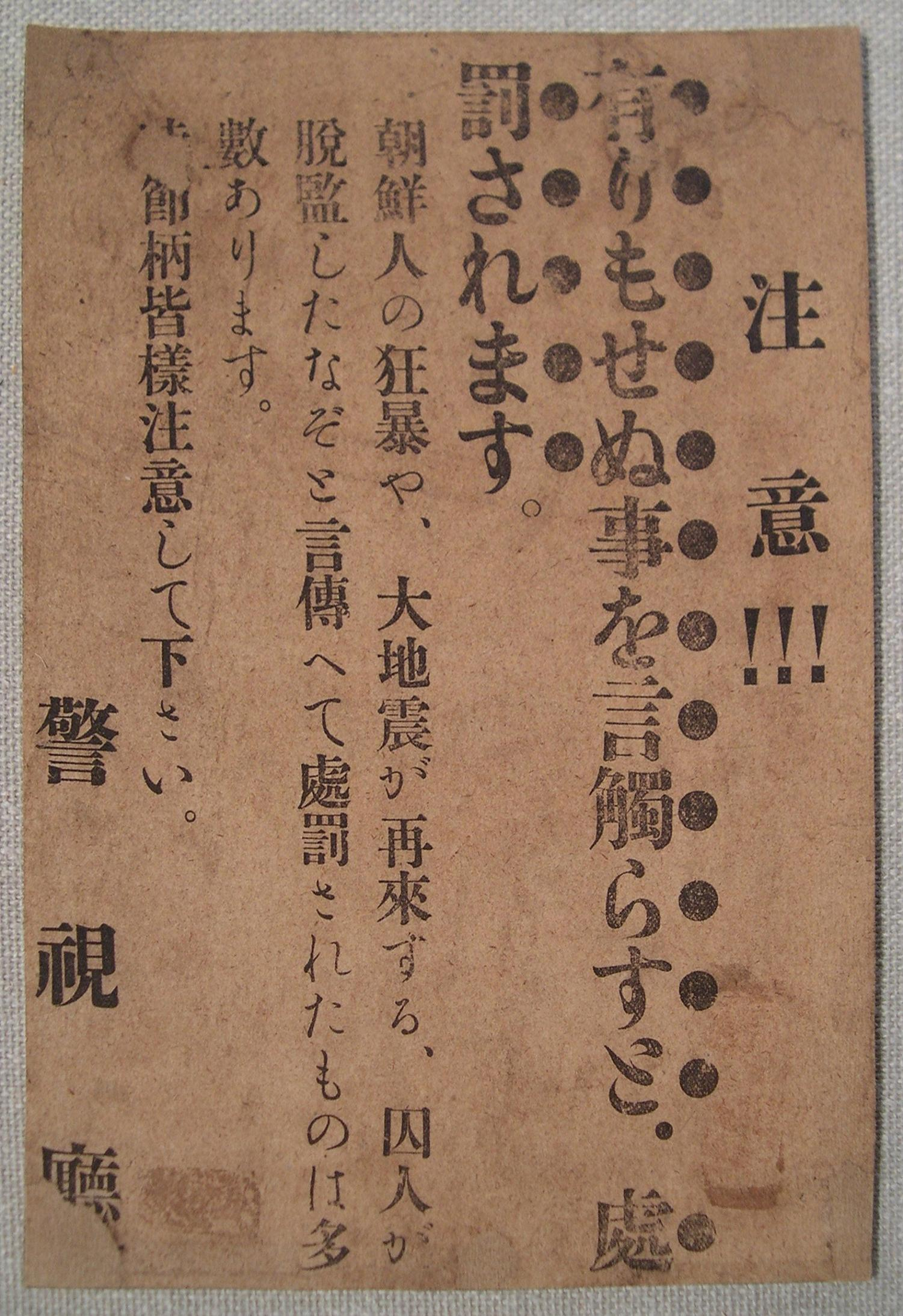
일본 경찰의 유언비어를 금지하는 전단지

1923년에는 간토 대지진으로 혼란이 벌어진 가운데 약 6천 명의 재일 한국인이 흉흉한 민심을 폭력으로 분출시키려는 일본 민간인(자경단)에 살해당했다. 일본 아나키스트 및 사회주의자들 등까지도 희생되었다. 그러나 1929년, 미국 증권시장의 증시가격이 폭락하면서 시작된 대공황의 영향으로 조선의 경기가 나빠져, 일본에서 취업하기 위해 이주하는 사람이 한층 더 증가하였고, 1930년대 전반에 절정에 달했다.

### 1930년대중반 ~1940년대중반 (전시체제)

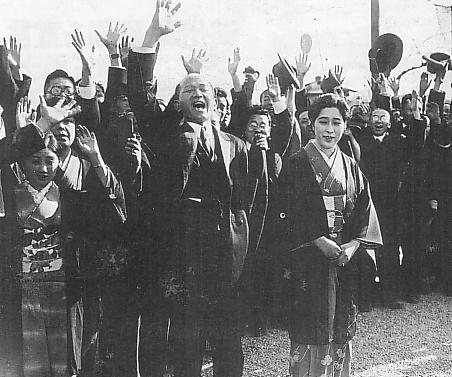
일본 중의원 의원 당선된 박춘금 (중앙)

1937년에 일본 제국은 중일 전쟁에 돌입하고 징병제를 바탕으로 많은 남자를 징병했으므로 노동력이 부족해, 이것을 보충하기 위해서 1944년 9월에 그때까지 일본 제국 내지에만 전용 적용되었던 국민징용령을 조선 지역에도 적용하고 조선인을 알선, 징용하였는데, 이때 징용된 조선인 대다수는 주로 홋카이도, 가라후토 청 등 석탄 다산지에서 노동을 했다.
재일 한국인은 제국의회 중의원에 박춘금을 당선했다. 일본 제국은 귀족원 의원에 박영효 등을 지명했다.
전쟁이 일본 제국의 패망으로 치닫기 직전이었던 1945년 8월, 히로시마시와 나가사키시에 원자폭탄인 리틀보이와 팻 맨이 투하되었을 때 많은 일본인들이 희생되었는데, 히로시마와 나가사키에 군수공장 등에 징용되었던 수많은 조선인들도 이때 같이 희생되었다. 그러나 이때 원자폭탄으로 희생된 조선인들에 대한 보상은 오늘날 일본 정부와 대한민국 정부 양측에서 전혀 이루어지지 않고 있다.

### 1940년대 후반 ~ 1950년대

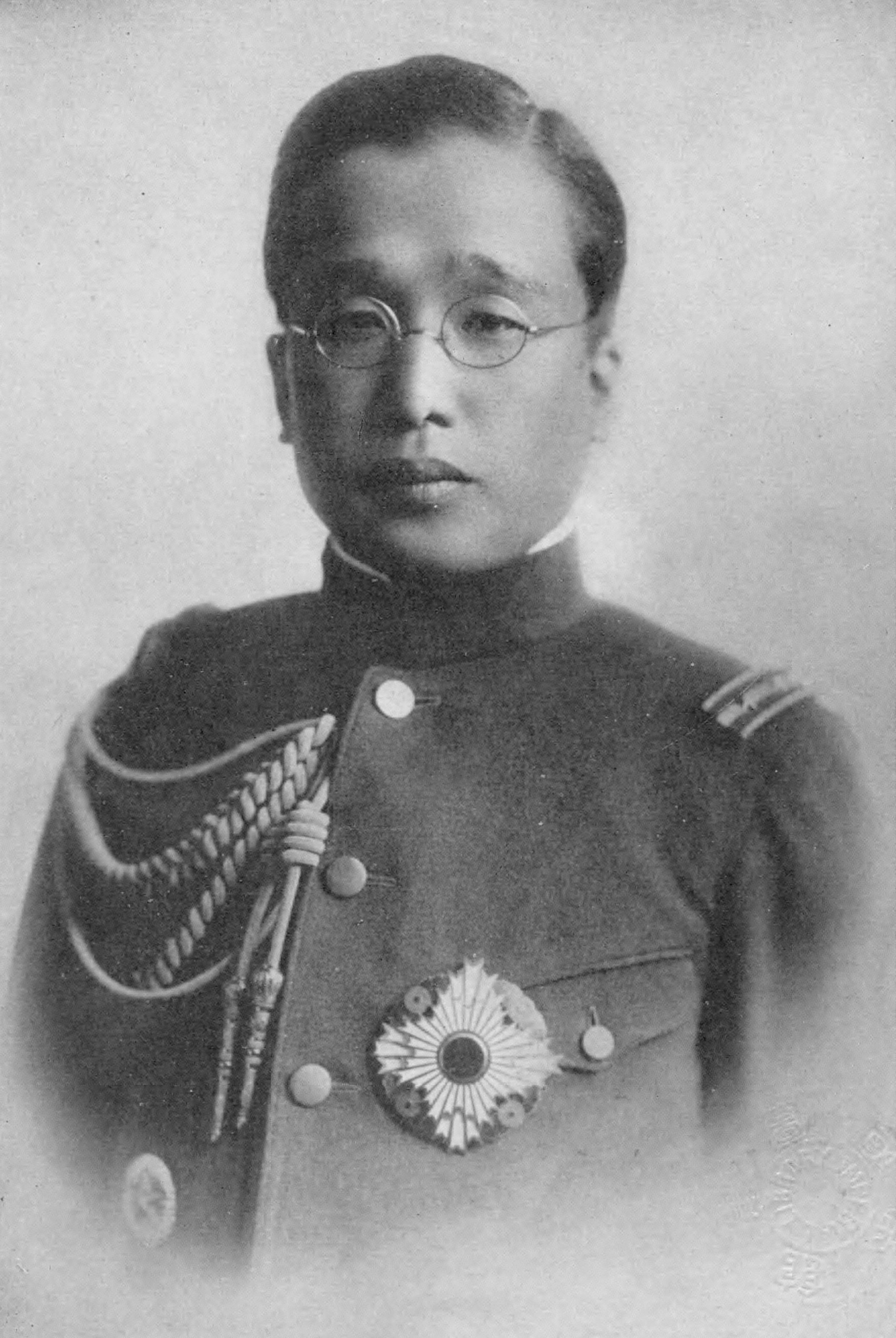
재일 한국인이 된 의민태자

전쟁이 끝난 당시 200만 명의 한국인이 일본에 있었다. 이어서 GHQ 방침과 대한민국 정부 수립과 조선민주주의인민공화국 정부 수립 등으로 말미암아 모든 한국인이 일본 국적을 잃었다. 그러면서 그들은 대한민국 국적이나 조선민주주의인민공화국 국적 중 하나를 선택해야 했다. 이때, 귀국 비용을 일본 정부가 부담하고, 140만 명이 한국으로 돌아갔다. 그러나 생계나 정치적인 문제, 불안한 한반도의 정치상황 때문에 잔류한 숫자도 많았고, 이들이 사실상 재일 한국인 1세대를 형성하기 시작한다. 또한 1948년에 대한민국의 대표적 민중항쟁인 제주 4·3 사건이 발발했을 때와 여순사건이 발발했을 때와 1950년 한국전쟁이 발발했을 때 많은 한국인이 일본으로 밀입국함으로써 재일 동포 수가 늘어났다. 제주 4·3 사건 관련자들과 제주도민들은 군정경찰과 서북청년단 등 극우 반공단체의 만행과 가혹한 탄압을 피해 일본(주로 오사카지역)으로 밀입국한 이들이다. 그 후에 이들에 대한 처우 문제가 복합적으로 엉키면서 상황이 복잡해졌다.
의민태자는 귀국을 희망하였으나 당시 대한민국의 대통령 이승만에 의한 귀국 금지로 재일 한국인이 되었다.
한반도에서 남북 분단과 한국전쟁의 혼란이 고착되면서, 일본의 재일 동포 사회에서도 조선민주주의인민공화국을 지지하거나 대한민국을 지지하는 쪽으로 갈라서기 시작한다. 이쯤에서 재일 동포 양대 단체인 재일본대한민국거류민단(이하 민단)과 재일본조선인총련합회(이하 총련)가 발족되기 시작한다.
해방과 전쟁 이후를 거친 뒤로, 잔류한 재일 한국인들은 일본 사회에서 각종 사회적 차별에 시달려야 했는데, 그 이유는 일본 정부측에서 '자기 나라로 귀국하지 않고, 더군다나 일본으로 귀화할 생각도 없는 이들을 보호할 이유가 없다.'라고 판단했기 때문이었다. 재일 한국인 사회에서는 1955년을 기점으로 한반도의 남북 간의 반목이 민단과 총련의 대립이라는 형태로 나타났고, 이들은 서로를 비난하면서 대립하였다.

### 1960년대 ~ 오늘날
1959년부터 1962년까지 약 3년 동안 일본 정부는 조선민주주의인민공화국과 협의하여, 자국 내에 거주하던 다수의 재일 조선인을 선박에 태워 북송하였다.재일조선인 북송사업 문서 참조 이 과정에서 재일 한국인, 특히 재일본조선인총연합회(총련) 계열 인사의 절반 이상이 일본을 떠나게 되었다. 당시 대한민국의 이승만 대통령은 니가타 일본 적십자 센터 폭파 미수 사건을 통해 이를 방해하고자 하였다.
1965년 한일 국교 정상화 이후, 대한민국 주민등록을 소지한 채 일본에 건너가 정착한 한국인들은 일반적으로 ‘뉴커머’(ニューカマー)라 불리게 되었다.
1979년 임현일(林賢一) 군이 중학교 1학년에 재학 중이던 시절, ‘한국인’이라는 이유만으로 집단 따돌림과 폭행을 당하는 사건이 발생하였다. 그는 그 고통을 견디지 못하고 결국 고층 아파트에서 투신하여 생을 마감하였다. 이 비극적인 사건 이후, 1980년 그의 고국인 대한민국에서 추도식이 거행되었고, 학교 측의 과실 또한 인정되었다. 그러나 당시 일본 사회로부터는 진정성 있는 사과조차 제시되지 않았다.
재일 한국인들은 오랫동안 지문날인 제도, 외국인등록증 상시휴대, 재입국허가 제도, 강제퇴거 제도 등 이른바 ‘4대악 제도’의 폐지를 비롯하여, 지방자치단체 공무원 및 국·공립학교 교원 채용 시 국적 제한 철폐, 지방자치단체 참정권 보장, 민족교육의 육성 등을 지속적으로 요구해왔다. 그 결과 1991년 1월 10일 대한민국과 일본 정부는 〈재일 한국인의 법적 지위 향상 및 처우개선에 관한 합의사항〉을 도출하였다. 이 합의에서 재일 한국인 3세에 대한 영주권 허가, 지문날인 제도의 철폐, 국·공립학교 교원 임용 기회 확대, 지방자치단체 공무원 임용 확대 등이 포함되었다.
그럼에도 불구하고, 오늘날 일본 사회에서 재일 한국인은 여전히 외국인으로 취급받으며 노골적인 차별에 직면하고 있다. 더불어 민단과 총련으로 양분된 재일 한국인 사회의 내부 분열, 일본 정부의 냉대—예컨대 우토로 마을에 대한 철거 압박 사례—는 여전히 해결해야 할 과제로 남아 있다.우토로 참조 영화 《우리 학교》는 이러한 사회적 현실 속에서 재일 한국인들이 민족 학교를 세우고 지켜 나가려는 움직임을 생생하게 보여주고 있다.
2000년대에 들어서면서 2002년 한일 월드컵 개최와 2003년 드라마 겨울연가의 대중적 성공은 일본 사회에 중대한 전환점을 마련하였다. 이 사건을 기점으로 K-pop, 한국 영화, 음식, 패션 등 다양한 한류 문화가 일본 전역으로 확산되었으며, 그 결과 일본 내에서의 ‘한국’에 대한 사회적 이미지는 과거와 달리 긍정적 방향으로 변화하였다.
이와 같은 문화적 변화는 재일 한국인 사회에도 적지 않은 영향을 미쳤다. 과거에는 한국적 출신 배경이 차별과 배제의 원인으로 작용하였으나, 2000년대 이후에는 오히려 그러한 배경이 개성과 문화적 자산으로 인식되기 시작하였다. 이에 따라 재일 한국인들은 자신들의 정체성을 은폐하기보다는 적극적으로 드러낼 수 있는 사회적 분위기 속에서 새로운 자기 정체성의 형성과 사회적 위상 재정립을 경험하게 되었다.

## 재일 한국, 조선인 대표단체
재일본대한민국민단은 대한민국을 지지하는 단체이며, 재일본조선인총련합회는 조선민주주의인민공화국을 지지하는 대표적인 단체이다.

### 기타
민단과 총련 이외에 1980년 이후의 대한민국 이민자가 결성된 단체도 있다.
- 재일본한국인연합회
- 재일본관서한국인연합회

## 민족교육

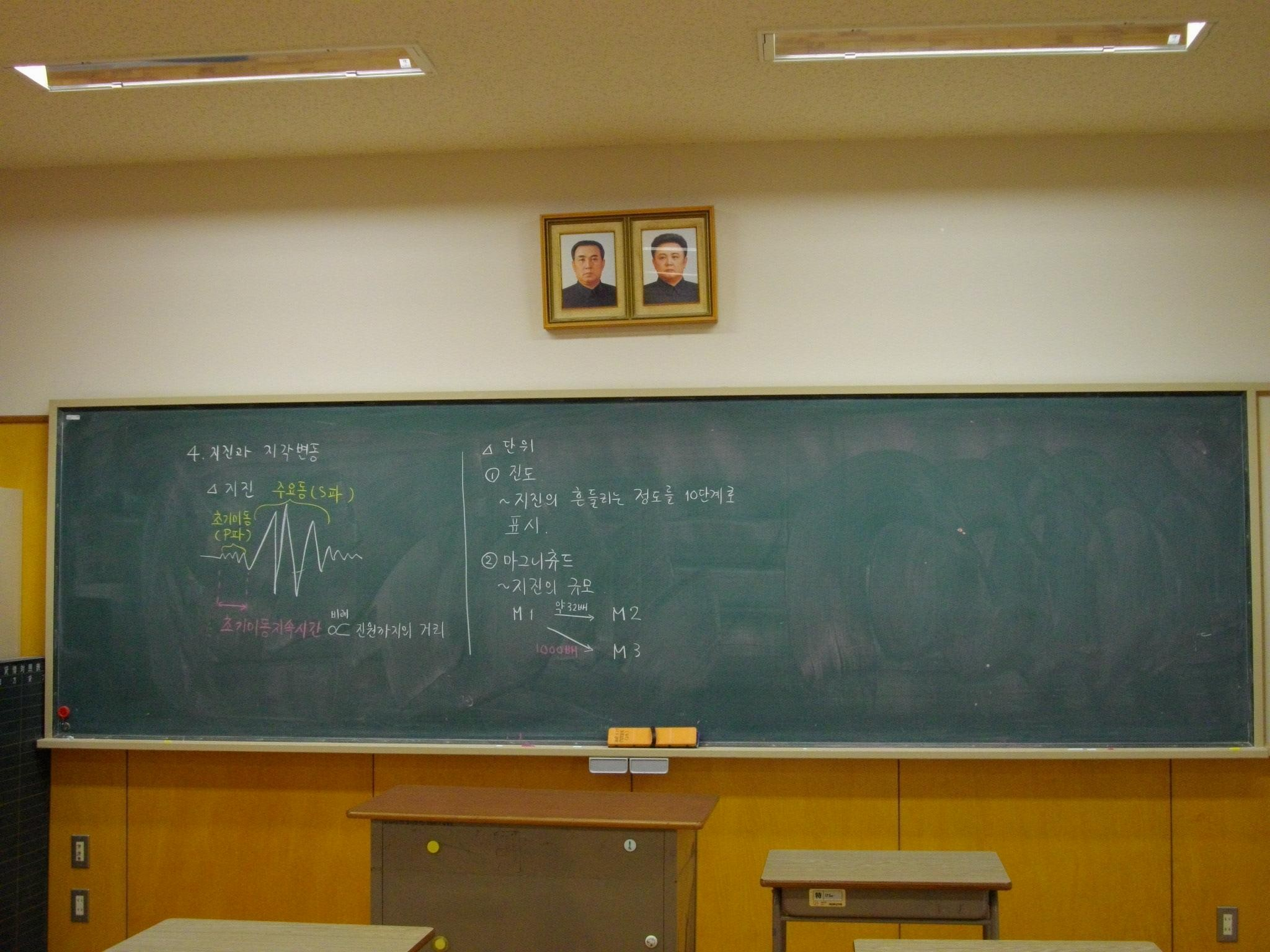
일본의 조선학교 교실의 김일성과 김정일의 사진.

GHQ들과 마찰이 가장 심했던 분야가 교육분야였는데, 미군의 명령에 의해 일본 측은 '일본의 교육 방침을 따르라.'고 요구했다. 하지만 거의 대부분의 재일 한국인들은 조선어를 기본적인 언어로 하는 '민족교육' 을 실시하는 '조선학교'를 세웠고, 미군의 명령에 의해 일본 측은 이를 불법으로 규정해 조선학교폐쇄령을 내리고 강제로 학교들을 폐쇄하기 시작했다. 이 과정에서 폭력 사태가 빚어져 사상자도 발생했는데, 대표적인 사례로 1948년 4월 24일에 효고현에서 있었던 한신교육투쟁이 있다.
초기 재일 한국인들은 당시 대한민국의 초대 대통령이었던 이승만의 무관심으로 인해 조선민주주의인민공화국의 지원을 받아, 조선학교를 설립하였다. 재일 한국인들이 대부분 민단 계열이 아닌 총련 계열이었던 이유도 조선민주주의인민공화국에서 민족교육 지원 등으로 후원을 했기 때문이다.
재일본대한민국민단이 세운 한국학교도 존재하지만, 조선학교에 비해서 그 수가 매우 적다. 동경한국학교, 건국 유·소·중·고등학교, 오사카 금강 인터내셔널 소학교·중학교·고등학교, 교토 국제 중학교·고등학교의 4개 학교가 존재하고 있다. 하지만 이에 대하여 비판이 존재하는데, 조선학교에 비해 그 수가 적은데다가 학비도 비싼 편이여서 대한민국의 국적을 가진 재일 동포도 조선학교에 어쩔 수 없이 입학하는 경우가 많다는 것이다. 그래서 현재에는 조선학교와 민단 계열 학교 둘 다 선택을 하지 않고 일본의 공립학교나 사립학교에 진학하는 경우가 늘고 있다.

## 올드커머와 뉴커머의 현황
주로 제2차 세계 대전이 끝나기 전에 일본 오사카를 비롯한 긴키 지방을 중심으로 이주한 재일 한국인들을 ‘올드커머’(old comer)라고 지칭하는 반면, 일본의 패전후부터 특히 1980년대 초반 이후로 수도 도쿄를 중심으로한 간토 지방에 급격히 늘어나기 시작한 새로운 재일 한국인들을 ‘뉴커머’(new comer)라고 부르며 구분하고 있다.

## 유명인
- 역도산
- 마츠다 유사쿠
- 미소라 히바리

## 국적과 여권
재일 한국인에게 휴대가 의무화되어 있는 외국인 등록증의 국적란에는 두 가지 표기가 가능한데, '대한민국'과 '조선'이다. '조선'은 해방직후 자동으로 변경된 국적이고 이후 '대한민국'으로 바꾸는 것이 가능해졌다. 조선민주주의인민공화국은 일본과 수교하지 않고 있기 때문에 조선민주주의인민공화국으로 국적을 변경할 수 없다. 재일 한국인은 외국을 여행할 때 재입국허가서를 여권 대신 사용한다. 여행국가의 비자를 받아 재입국허가서에 붙이고 입출국 도장을 받는다. 그러나 조선민주주의인민공화국을 여행할 때에는 재일본조선인총련합회에서 발급하는 조선민주주의인민공화국 여권을 발급받는다. 재일 한국인이 조선민주주의인민공화국에서 다른 나라를 여행할 때에는 조선민주주의인민공화국 여권만 사용하게 된다. 재일 한국인 축구선수 정대세는 대한민국 국적으로 대한민국 여권과 조선민주주의인민공화국 여권을 모두 가지고 있다.
대한민국의 모의투표에도 참가하였다.

## 한국과 일본에서의 선거권 부여
재일 한국인은 일본에서 "외국인"으로 분류되기 때문에 아직까지 일본 내 선거권이 없지만, 2009년 민주당의 하토야마 내각에서 '재일참정권 부여' 논의가 적극적으로 이루어지고 있었다.
대한민국에서는 재외 한국인 선거권부여가 확정되었고, 대통령 선거와 국회의원선거에 투표할 수 있다. 단, 국내에 거소가 신고되지 않은 재외 한국인은 비례대표에만 투표할 수 있다. 재외 한국인들의 첫 선거권행사는 2012년 5월, 19대 총선거부터 시작된다.

## 같이 보기
- 민족차별과 투쟁하는 연결협의회(민투련, en:Mintohren)
- 재외 한인
  - 한국계 미국인
  - 조선족
  - 재일교포
- 재일 동포 목록
- 재일 한국인의 일람
- 재일 한국인 문학
- 일본의 민족문제
- 코리아타운
- 재일본대한민국민단
- 재일본한국인연합회
- 재일본조선인총련합회
- 재일학도의용군
- 조선적
- 재일조선인 북송사업
- 우토로
- 재일 한국어
- 만경봉호
- 조국방위대
- 한국학교
- 조선학교
  - 치마저고리
- 혐한류
- 한신 아와지 대지진
- 재일교포 북송저지공작 사건
- 교토 조선학교 공원 점거 항의 사건